# Monika Auer
Monika Auer (Nova Levante, 21 de abril de 1957) es una deportista italiana que compitió en luge. Ganó una medalla de oro en el Campeonato Europeo de Luge de 1984, en la prueba individual.

## Palmarés internacional
| Campeonato Europeo | Campeonato Europeo | Campeonato Europeo | Campeonato Europeo |
| Año                | Lugar              | Medalla            | Prueba             |
| ------------------ | ------------------ | ------------------ | ------------------ |
| 1984               | Valdaora (Italia)  | Medalla de oro     | Individual         |